# Sinch'ŏn-gun
Sinch'ŏn-gun (koreanska: 신천군) är en kommun i Nordkorea.   Den ligger i provinsen Södra Hwanghae, i den sydvästra delen av landet, 80 km söder om huvudstaden Pyongyang.